# 72 Cygni
72 Cygni, som är stjärnans Flamsteed-beteckning, är en ensam stjärna belägen i den mellersta delen av stjärnbilden Svanen. Den har skenbar magnitud på ca 4,87 och är svagt synlig för blotta ögat där ljusföroreningar ej förekommer. Baserat på parallax enligt Gaia Data Release 2 på ca 14,2 mas, beräknas den befinna sig på ett avstånd på ca 229 ljusår (ca 70 parsek) från solen. Den rör sig närmare solen med en heliocentrisk radialhastighet av ca –68 km/s. Stjärnan har en relativt stor egenrörelse och förflyttar sig över himlavalvet med en hastighet av 0,154 bågsekunder per år. Den antas ingå i Herculesströmmen.

## Egenskaper
72 Cygni är en orange till gul jättestjärna av spektralklass K0.5 III Fe0.5, där suffixnoten anger ett svagt underskott av järn i dess spektrum. Den har en massa som är ca 1,7 solmassor, en radie som är ca 14 solradier och utsänder ca 69 gånger mera energi än solen från dess fotosfär vid en effektiv temperatur av ca 4 600 K.
72 Cygni har en avlägsen följeslagare med en vinkelseparation av 66,1 bågsekunder, motsvarande en projicerad separering av 4690 AE. Denna stjärna har magnitud 13,244 ± 0,025 i J-bandet (infraröd) och spektralklass M5.